# Transkraniel Magnetisk Stimulation
Transkraniel Magnetisk Stimulation (TMS) er en non invasiv procedure som bruger magnetiske felter til at stimulere neuroner, hvilket effektivt kan skabe midlertidige virtuelle læsioner som er helt reversible. Teknologien er blevet brugt inden for neurovidenskab til at studere kausale sammenhæng mellem hjerneområder og funktioner. En version af teknikken kaldet Repetitiv Transkraniel Magnetisk Stimulation (rTMS) eller repetitiv høj frekvens (TMS) har vist positive resultater inden for psykiatrien, blandt andet er behandlingen effektiv imod svær depression.

## Neurovidenskabens brug af TMS
TMS er blevet brugt, inden for neurovidenskaben, til at undersøge funktioner i hjernen. TMS tillader forskere at skabe midlertidlige virtuelle læsioner uden kirurgi som er helt reversible.
Læsionsstudier har været en populær måde at undersøge korrelationer mellem skadede hjernedele og manglende funktioner. Eksempelvis viste studiet om Henry Molaison hvordan korttidshukommelse var direkte afhængig af eksempelvis hippocampus.
Teorier om hjernen baserer sig også på neuroimaging teknikker såsom fMRI. Neuroimaging tillader forskere at undersøge hvordan hjernen fungerer, uden kirurgisk indgreb. Her kan der eksempelvis undersøges hvilke dele af hjernen bruger ilt under en bestemt opgave. I modsætning til fMRI mm. kan TMS derimod vise et direkte kausalt sammenhæng mellem hjernedele og de funktioner der mistes når TMS aktivt forstyrrer. Hvis en patients tale bliver forstyrret når et bestemt område bliver stimuleret af TMS kan det altså konkluderes at det område har en vigtig funktion i produktionen af tale.

## Fysikken bag TMS
rTMS bruger elektromagnetiske pulser til at stimulere bestemte områder i hjernen. De magnetiske felter ændrer på spændingen i en gruppe af neuroner hvilket skaber et aktionspotentiale og får dem til at fyre. Dette er kendt som direkte neuronal aktivering via TMS. Når det magnetiske felt er aktivt stopper funktioner i det aktiverede felt. Dette er dog komplet reversibelt.
De magnetiske felter bliver generet via en spole hvor der bliver ført en stor mængde strøm igennem. De magnetiske felter ændrer på spændingen i en gruppe af neuroner hvilket skaber et aktionspotentiale og får dem til at fyre. Der menes at pulser med en frekvens på under 1 Hz inhiberer affyringer mens frekvenser større end 1 Hz provokerer affyringer.

## Behandling mod depression via rTMS
Depression vil typisk blive behandlet med en blanding af medicinske eller terapeutiske behandlinger. I nogle tilfælde kan det dog være nødvendigt med andre behandlinger. Dette drejer sig om patienter hvor behandling ikke har vist sig effektiv eller i livstruende situationer (selvmord) hvor hurtig lindring er nødvendig. I disse tilfælde kan behandling med ECT (Elektrokonvulsiv behandling) eller rTMS være fordelagtig.
rTMS bruger kraftige magnetiske pulser til at stimulere den dorsolaterale præfrontale cortex (DLPFC eller DL-PFC) som menes at være ansvarlig for humør regulering. De magnetiske pulser ændrer på spændingen i neuronerne, og får dem til at fyrre. Behandlingen varer højest i 20 minutter og giver i 50% af patienter en lindring af symptomerne på depression
Psykiatrien i region Midtjylland er den eneste psykiatriske behandlingsenhed i Danmark som i 2021 tilbyder denne form for behandling til patienter med depression.